# David ibn Merwan al-Mukkamas
David (abû Sulaiman) ibn Merwan al-Mukkamas (ou al-Mukkamis) al-Rakki Al-Shirazi, parfois appelé David HaBavli est un savant juif du Xe siècle (décédé vers 937), philosophe et controversialiste, auteur du premier ouvrage connu de philosophie juive au Moyen Âge.

## Éléments biographiques
David al-Mukkamas semble être, ainsi que l'indique son nom, natif de Rakka, en Mésopotamie. Cependant, le nom est écrit « Al-Qumsi » dans l'Al-Tanbih de Al-Mas'ûdî, ainsi que dans deux commentaires karaïtes du Lévitique, dont une copie manuscrite du commentaire de Yefet ben Ali, ce qui pourrait signifier que David serait originaire de la ville de Ḳumis en Tabaristan, comme le karaïte Daniel al-Ḳumisi ; dans la chronique de Al-Hiti, son nom est également écrit avec un ẓade.
La question de son appartenance religieuse est débattue:
- Pinsker et Grätz, qui le confondent avec Daniel HaBavli du Caire, le croient musulman converti au karaïsme, étant donné qu'il est cité par des auteurs karaïtes, et appelé « guer ẓedeḳ » par Hadassi.
- Un chroniqueur karaïte, David al-Hiti, le mentionne dans sa chronique des docteurs karaïtes comme l'un des leurs[6].
- Harkavy découvre ensuite le Kitab al-Riyaḍ wal-Ḥada'iḳ, du Hakham (équivalent karaïte du rabbin) Al-Ḳirḳisani, et en conclut que David s'est converti au christianisme, sur base du terme tanaṣṣar (selon la traduction de Leon Nemoy[1]), et du fait qu'il fut élève pendant de nombreuses années d'un médecin et philosophe chrétien réputé, nommé Hana (ou Nānā[1]), identifié par Georges Vajda à Nonnus, avant d'écrire deux livres de polémique contre le christianisme, devenus célèbres. Harkavy fait d'ailleurs dériver al-Mukkamas de l'arabe "ḳammaṣ" (sauter), l'interprétant comme une référence à son changement de foi supposé[7]. Cependant, s'il est vrai que David a écrit ces livres, il semble plus probable que « tanaṣṣar » signifie simplement qu'il avait de nombreux contacts avec les chrétiens, Ḳirḳisani ne mentionnant pas son retour au judaïsme, et aucune source rabbanite ne mentionnant sa conversion[8].
- Enfin, David ibn Merwan Al-Mukkamas étant l'auteur d'un commentaire sur le Sefer Yetzira, dont Juda ben Barzilaï s'est inspiré[9], il paraît plus probable qu'il ait été un Juif rabbanite[10], partisan du Talmud et adversaire des Karaïtes, malgré le respect qu'ils lui témoignent. David ibn Merwan, et non Saadia, serait donc le premier philosophe rabbanite du judaïsme (bien qu'il fût pratiquement inconnu jusqu'à la seconde partie du XIXe siècle). Juda ben Barzilaï semble abonder dans ce sens lorsqu'il indique que David aurait connu et instruit le jeune Saadia.
Cependant, Salomon Munk en doute fortement, au vu du manque d'âpreté avec lequel il fut répondu à ses polémiques philosophiques avec les Karaïtes, contrairement à celles de Saadia Gaon[11].

David semble toutefois avoir eu une certaine influence sur la pensée juive rabbanite de son temps, étant cité non seulement par des auteurs karaïtes, mais aussi par des rabbanites, dont Baḥya, Yedaya Bedersi (in Iggeret Hitnaẓẓelout), et Moïse ibn Ezra, ce qui est par ailleurs peu compatible avec sa conversion supposée. Il pourrait avoir été l'intermédiaire auprès des Juifs des interprétations chrétiennes de la Création.

## Œuvres
Outre ses ouvrages de polémique, Ḳirḳissani mentionne deux autres livres de David: Kitab al-Khaliḳah, un commentaire sur le Livre de la Genèse extrait de travaux exégétiques chrétiens, et un commentaire sur l'Ecclésiaste.
En 1898, Harkavy découvre à la Bibliothèque Impériale de St. Pétersbourg le manuscrit de la seconde collection Firkovich no 4817 quinze des vingt chapitres d'un travail philosophique de David, intitulé Ishrun Maḳalat (Vingt Chapitres). 
Le sujet de ces quinze chapitres est le suivant :
1. Les catégories d'Aristote[13]
2. La Science et la réalité de son existence
3. La création du monde
4. La preuve qu'il est composé de substances et accidents
5. Les propriétés de la substance et de l'accident
6. Une critique de ceux qui maintiennent l'éternité de la matière
7. Arguments en faveur de l'existence de Dieu et de Sa création du monde
8. L'unité de Dieu, avec réfutation des Sabéens, des Dualistes, et des Chrétiens
9. Les attributs divins
10. Réfutation de l'anthropomorphisme et des idées chrétiennes
11. Pourquoi Dieu est devenu notre Seigneur
12. Démonstration que Dieu nous a créés pour le bien et non pour le mal, et opposition au pessimisme absolu ainsi qu'à l'optimisme absolu
13. L'utilité de la prophétie et des prophètes
14. Signes de la prophétie vraie et des vrais prophètes
15. Commandements obligatoires et prohibitifs.

David semble avoir, comme Saadia, Joseph al-Basir et Al-Ḳirḳisani, et contrairement à Isaac Israeli dont il était également contemporain, pratiqué la version juive du Kalâm motazilite, particulièrement dans son chapitre sur les attributs de Dieu. Il y affirme que ces attributs ne peuvent être comparés à des attributs humains, bien que l'on en parle de la même manière, car rien ne vient à Dieu par les sens comme c'est le cas de l'homme. La « vie » de Dieu est une part de Son « être, » et le fait d'assumer qu'Il a des attributs ne peut en aucun cas affecter Son unité. La « qualité » ne peut être postulée à propos de la Déité. 
Dans son chapitre sur l'unité, s'interrogeant sur les différentes significations que l'on peut donner à l'« Un, » il n'utilise pas tant les classifications d'Aristote que les opinions de la théologie chrétienne ; cependant, à l'instar de nombreux philosophes du Kalam, qui n'hésitent pas à puiser à différentes sources selon les besoins de leur démonstration, c'est aux quatre questions d'Aristote qu'il recourt pour prouver l'existence de Dieu. Dans son dixième chapitre, sur la rétribution, David écrit que la récompense et le châtiment sont éternels dans le monde à venir ; ce chapitre présente de nombreux points communs avec les écrits philosophiques de Saadia Gaon, les deux puisant à la même source.

### Autres travaux
David cite deux de ses travaux aujourd'hui disparus: le Kitab fi al-Budud et le Kitab fi 'Arḍ al-Maḳalat 'ala al-Manṭiḳ, sur les catégories. 
Dans un passage, il raconte avoir tenu une disputation philosophique à Damas avec un savant musulman, Shabib al-Baṣri. 
Un fragment d'une autre œuvre, le Kitab al-Tauḥid, sur l'unité de Dieu, a été découvert dans une gueniza, et publié par E. N. Adler et I. Broydé.
David ibn Merwan al-Mukkamas ne laisse rien transparaître de sa judéité dans ses travaux philosophiques. Contrairement à Saadia, Baḥya, et d'autres philosophes juifs, il ne cite jamais la Bible, mais uniquement des philosophes grecs et arabes. Il est possible que ceci soit la cause de son oubli par les Juifs.